# Síndrome de McLeod
A Síndrome de McLeod, também conhecida como "Síndrome de Swyer-James-Macleod", "Síndrome do Pulmão Hiperclaro" é uma condição rara do sistema respiratório em que uma ou mais partes dos pulmões apresentam hiperclaridade nas radiografias devido a um desenvolvimento anormal dos brônquios e vasos sanguíneos. Isso resulta em uma ventilação insuficiente da região afetada e uma aparência mais clara na radiografia, devido à diminuição da vascularização e à retenção de ar nos alvéolos. Euma doença genética em que o gene que codifica as proteínas na superfície dos glóbulos vermelhos é defeituoso. Eventualmente leva a dificuldades no sangue, cérebro, nervos periféricos, músculos e/ou coração.  É classificada pelo CID 10 - J43.0. 

## Causas e sintomas
A Síndrome de McLeod é causada por uma mutação no gene XK no cromossomo X. Essa mutação resulta na ausência ou deficiência da proteína XK, que é responsável por facilitar o transporte de certas substâncias, como íons de potássio, através das membranas celulares. A falta dessa proteína pode afetar vários sistemas do corpo, levando aos sintomas associados à síndrome. Os sintomas geralmente começam a aparecer quando o paciente está na casa dos cinquenta anos. A doença é progressiva e terminal , geralmente levando à morte quando o paciente está na casa dos sessenta anos. Os sintomas podem ser leves, mas muitas vezes progridem para demência ou outras alterações de comportamento. A doença geralmente é pior em homens, pois as mulheres com cromossomo X normal terão um gene normal que compensará o efeito do gene defeituoso. 
Os pacientes geralmente começam a notar os sintomas por volta dos 30 anos e o curso geralmente é lentamente progressivo. As características comuns incluem neuropatia periférica, cardiomiopatia e anemia hemolítica. Outras características incluem coreia dos membros, tiques faciais, outros movimentos orais (mordida de lábios e língua), convulsões, demência de início tardio e alterações comportamentais.  É uma doença genética recessiva ligada ao X que pode afetar o sangue, o cérebro, os nervos periféricos, os músculos e o coração . É causada por uma variedade de mutações herdadas recessivamente no gene XK no cromossomo X. O gene é responsável pela produção da proteína Kx, uma proteína secundária de suporte para o antígeno Kell na superfície dos glóbulos vermelhos .
Os sintomas da Síndrome de McLeod podem variar amplamente de pessoa para pessoa e tendem a piorar com a idade. Alguns sintomas comuns incluem: 
- Fraqueza muscular: Pode afetar os músculos do corpo, levando a dificuldades na realização de atividades físicas.
- Distúrbios neurológicos: Pode incluir movimentos involuntários anormais, distonia (contração muscular involuntária), problemas de coordenação e até convulsões em alguns casos.
- Complicações cardíacas: Problemas cardíacos podem ocorrer, como arritmias ou cardiomiopatia (enfraquecimento do músculo cardíaco).
- Alterações no sangue: Algumas pessoas com a síndrome podem apresentar alterações nos glóbulos vermelhos, como acantócitos (células de sangue vermelho deformadas), e podem estar em risco de anemia hemolítica.
- Complicações neuropsiquiátricas: Distúrbios psiquiátricos, como depressão e transtorno obsessivo-compulsivo (TOC), também podem estar associados à síndrome.                                                                                                                                                         A Síndrome de McLeod é uma doença rara e ligada ao cromossomo X. Isso significa que os homens são mais afetados do que as mulheres, uma vez que possuem apenas um cromossomo X. As mulheres podem ser portadoras assintomáticas da mutação e têm uma chance de 50% de passar o gene mutado para seus filhos. Os riscos associados à síndrome estão relacionados aos sintomas e complicações que podem surgir nos sistemas neuromuscular, cardíaco e sanguíneo. [4]

## Diagnose e tratamento
O diagnóstico da Síndrome de McLeod geralmente envolve uma combinação de exames clínicos, histórico médico, exames neurológicos e testes genéticos para identificar a mutação no gene XK. A avaliação de sintomas neuromusculares, cardíacos e sanguíneos também pode ser realizada para confirmar o diagnóstico. Não há cura para a Síndrome de McLeod, e o tratamento é direcionado para o gerenciamento dos sintomas e complicações. Isso pode incluir fisioterapia para melhorar a força muscular, medicamentos para controlar movimentos involuntários, tratamento de complicações cardíacas e acompanhamento médico regular para monitorar a progressão da doença. 
O fenótipo McLeod é uma mutação recessiva do sistema de grupo sanguíneo Kell. O gene McLeod codifica a proteína XK, que está localizada no cromossomo X e possui as características estruturais de uma proteína de transporte de membrana, mas uma função desconhecida. A ausência da proteína XK é uma doença ligada ao X.  Variantes mutacionais resultam na síndrome de McLeod com ou sem neuroacantocitose: o gene no cromossomo X da síndrome de McLeod está fisicamente próximo do gene da doença granulomatosa crônica . Como resultado, um indivíduo com uma deleção relativamente pequena pode ter ambas as doenças.  O fenótipo pode estar presente sem a apresentação da síndrome. 
O diagnóstico da Síndrome de McLeod é confirmado em homens quando há indícios em exames médicos, testes laboratoriais e imagens cerebrais. Além disso, a história familiar deve ser coerente com a transmissão ligada ao cromossomo X. Também é importante encontrar uma alteração genética específica no gene XK. Para cerca de 90% dos homens afetados, isso significa identificar uma mudança genética patogênica em um único cópia do gene XK. Em cerca de 10% dos homens afetados, é preciso encontrar uma deleção genética em uma parte específica do cromossomo X, conhecida como Xp21.1, que envolve o gene XK. Esses detalhes são obtidos através de testes genéticos especiais. 
Um paciente típico com síndrome de McLeod grave que começa na idade adulta vive mais 5 a 10 anos. Pacientes com cardiomiopatia apresentam risco elevado de insuficiência cardíaca congestiva e morte cardíaca súbita. O prognóstico para uma expectativa de vida normal costuma ser bom em alguns pacientes com sequelas neurológicas ou cardíacas leves. 

## Epidemiologia e história da patologia
A síndrome de McLeod está presente em 0,5 a 1 por 100.000 habitantes. Os homems que possuem a doençaapresentam acantocitose variável devido a um defeito na bicamada do folheto interno dos glóbulos vermelhos, bem como hemólise leve. As mulheres apresentam apenas acantócitos ocasionais e hemólise muito leve ; acredita-se que a menor gravidade se deva à inativação do cromossomo X por meio do efeito Lyon. Alguns indivíduos com fenótipo McLeod desenvolvem miopatia, neuropatia ou sintomas psiquiátricos, produzindo uma síndrome que pode mimetizar coreia. A síndrome de McLeod pode causar um aumento nas enzimas creatina quinase (CK) e lactato desidrogenase (LDH) encontradas em exames de sangue de rotina.  
A síndrome de McLeod foi descoberta em 1961 e, assim como acontece com o sistema de antígenos Kell, recebeu o nome do primeiro paciente em que foi encontrada: o estudante de odontologia de Harvard, Hugh McLeod, cujos glóbulos vermelhos foram observados com fraca expressão de antígenos do sistema Kell durante a doação de sangue e considerado acantocítico (espinhoso) ao microscópio. s esposas do rei Henrique VIII da Inglaterra apresentam um padrão de gravidez e morte infantil, que com sua deterioração mental sugere que o rei pode ter sido Kell positivo e ter tido síndrome de McLeod. 